# Metáfora conceptual
En la lingüística cognitiva, métafora conceptual, o metáfora cognitiva, se refiere a la comprensión de una idea, o un dominio conceptual, en términos de otro, por ejemplo, comprensión en cantidad en términos de direccionalidad (por ejemplo, "los precios están subiendo"). Un dominio conceptual puede ser una organización coherente de la experiencia humana. La regularidad con que diferentes idiomas emplean las mismas metáforas, que a menudo aparecen ser basadas perceptualmente, ha llevado a la hipótesis que la asignación entre dominios conceptuales corresponden a asignaciones de los nervios del cerebro.
Esta idea, y un examen detallado de los procesos subyacentes, fue primeramente explorado por George Lakoff y Mark Johnson en su trabajo Metaphors We Live By. Otros científicos cognitivos estudian temas similares a la metáfora conceptual bajo "analogía" y "mezcla conceptual".
Después de la revolución cognitiva cambió el paradigma considerado adecuado para entender y describir la conducta de los seres humanos, abandonando el conductismo para reemplazarlo por un enfoque que tiene en cuenta los procesos mentales subjetivos, el manejo de información y los procesos de pensamiento en el aprendizaje (cognitivismo). Con el advenimiento de estos cambios se alteró también la manera de analizar las metáforas. De acuerdo al paradigma de la lingüística cognitiva surgido en los años 1970s y 80s, las metáforas no sólo sirven como adorno retórico, sino que estructuran de manera fundamental nuestra percepción y pensamiento sobre el mundo.
La metáfora es entonces una operación cognitiva autónoma de conmutación y conexión en proceso. Las metáforas funcionan por el principio de semejanza. Sin embargo, no significa que un fenómeno A descrito en términos de un dominio B (ejemplo abajo: DISCUSIÓN = GUERRA) sean realmente parecidas en el mundo físico. Más bien la imaginación humana los entiende así y realiza este proceso de tránsito (A=B) cognitivamente. Metáforas sirven para transmitir ciertos concpetos en el discurso y de este forma entran en la conciencia colectiva.
Las metáforas conceptuales son vistas en el lenguaje en nuestra vida cotidiana. Las metáforas conceptuales no sólo se muestran en nuestra comunicación, sino también en la forma en que pensamos y actuamos.
En el trabajo de George Lakoff y Mark Johnson, Metaphors We Live By (1980), vemos como todos los días el lenguaje está lleno de metáforas que quizás no siempre se pueden notar. Un ejemplo de una de las metáforas conceptuales de uso común es el de la discusión como guerra. Esta metáfora da forma a nuestro lenguaje en una manera que vemos la discusión como una guerra o batalla que debe ser ganada. No es común escuchar a alguien decir "Él ganó una discusión" o "Ataqué cada punto débil de su argumentación". Las discusiones pueden ser vistas de muchas otras formas que batallas, pero usamos este concepto para dar forma a la forma en que pensamos de una discusión y la forma en que intentamos discutir.
Las metáforas conceptuales son utilizadas muy a menudo para entender teorías y modelos. Una metáfora conceptual utiliza una idea y la vincula a otra para entenderse mejor. Por ejemplo, la metáfora conceptual de ver la comunicación como un conducto es una teoría general explicada con una metáfora. Así que no sólo es nuestra forma de comunicación por el lenguaje de metáforas conceptuales, sino también es la forma en que entendemos teorías académicas. Estas metáforas son frecuentes en comunicación y no las utilizamos en el lenguaje; en realidad percibimos y actuamos de acuerdo con las metáforas.

Uso ejemplar de metáforas conceptuales: metáforas de la inmigración
Un terreno cotidiano donde se observa la frecuencia, la difusión extensa y el efecto de las metáforas conceptuales es el reportaje de la prensa sobre inmigración, que también alimenta el discurso público. Varios estudios han identificado metáforas conceptuales de la otreadad y de diferenciación negativa.
Entre estas metáforas usadas para describir al inmigrante ajeno, sobre todo ex-comunitario (es decir, no europeo), destacan unos dominios con mayor frecuencia que otros. Las imágenes bélicas ya mencionadas en relación con la discusión, también aparecen en el contexto de la inmigración. Esas metáforas aluden a una invasión por extranjeros, a conquista y hostilidad, creando de esta forma un ámbito de amenaza.
Menos frecuentes son las metáforas fitomórficas o zoomórficas. Equiparando a los inmigrantes con árboles (contrastando sus desarraigos con la población autóctona, sedentaria) o con animales (como aves, insinuando un nomadismo natural y movimiento perpetuo) se les niega su agencia y se les deshumaniza. Ejemplos de esto incluyen la denominación de inmigrantes que proceden en su mayoría de África como pajaritos, atunes o borregos.
El dominio más empleado sin embargo es el de catástrofe natural, sobre todo con metáforas referentes al agua. De este modo, corrientes, torrentes, oleadas y avalanchas de inmigrantes fluyen, rompen, inundan y embisten la sociedad de acogida. Esta representación de los inmigrantes sugiere que acuden en masa, representando el descontrol y desorden. Según esta agrupación, el país de destino y sus habitantes son entendidos como un contenedor lleno, que está por desbordarse con la llegada de más inmigrantes.
Así lo explica Santamaría en su publicación:

Como cualquier torrente o corriente, la migratoria entraña siempre un peligro para la sociedad por la que pasa o desemboca y, en consecuencia, habrán de tomarse precauciones, o incluso deberá evitarse […]. En resumidas cuentas, las metáforas del agua „naturalizan“ el fenómeno y lo identifican (en la medida que no están „canalizadas“) con lo „irracional“ (aguas no domesticadas), con la irrupción de la violencia y el caos.

Las metáforas de la inmigración no constituyen un fenómeno español o de la prensa hispanohablante, sino que se encuentran en reportajes de varios países europeos, como demuestran las mencionadas publicaciones. 